# David Muta
David Muta (24 de julio de 1987) es un futbolista papú que juega como mediocampista en el Hekari United. Su hermano Cyril también es jugador de fútbol.

## Carrera
Debutó en 2009 en el Hekari United. En 2010 fue fichado por el Sunshine Coast Fire, pero entregado a préstamo ese mismo año al Hekari United, para que pudiese disputar la Copa Mundial de Clubes de la FIFA 2010. En 2011 el Hekari United lo compró, pero en 2012 se fue a préstamo al Sunshine Coast Fire.

### Clubes
| Club                          | País               | Año             |
| ----------------------------- | ------------------ | --------------- |
| Hekari United Football Club   | Papúa Nueva Guinea | 2009 - 2010     |
| Sunshine Coast Fire           | Australia          | 2010 - 2011     |
| Hekari United (a préstamo)    | Papúa Nueva Guinea | 2010            |
| Hekari United Football Club   | Papúa Nueva Guinea | 2011 - Presente |
| Sunshine C. Fire (a préstamo) | Australia          | 2012            |

### Selección nacional
Disputó con la selección papú los Juegos del Pacífico 2011 y la Copa de las Naciones de la OFC 2012 y 2016. En este último torneo, fue premiado como mejor jugador de la competición luego de que colaborara para que Papúa Nueva Guinea lograra el subcampeonato.